# Aleksander Rajčević
Aleksander Rajčević (sinh 17 tháng 11 năm 1986 ở Koper) hậu vệ bóng đá Slovenia và thi đấu cho Maribor ở Slovenian PrvaLiga. Ngày 11 tháng 5 năm 2010, Rajčević được triệu tập vào đội hình sơ bộ 30 người cho Cúp bóng đá thế giới 2010 ở Nam Phi, nhưng không thể góp mặt trong danh sách 23 cầu thủ cuối cùng.

## Danh hiệu
Maribor
- Slovenian PrvaLiga (6): 2010–11, 2011–12, 2012–13, 2013–14, 2014–15, 2016–17
- Cúp bóng đá Slovenia (3): 2011–12, 2012–13, 2015–16
- Siêu cúp bóng đá Slovenia (3): 2012, 2013, 2014